# Urbain Grandier
Urban Grandier (Bouère, 1590.  – Loudun, 1634. augusztus 18.) francia katolikus pap volt, akit az inkvizíció máglyára küldött boszorkányság vádjával. Nevéhez kötötték az ún. „louduni megszállottak” ügyét (1632–1634) is. Grandier ügyére többen is felfigyeltek, pl. Alexandre Dumas író, Aldous Huxley, Jules Michelet történész, és az európai ezoterika különböző csoportosulásai.
Grandier papként a louduni Szent Kereszt templomban szolgált, Poitiers egyházmegyéjében. A nőtlenségi fogadalmát nem tartotta meg, számos nővel állt intim kapcsolatban. 1632-ben, az louduni Szent Orsolya-rendi kolostor főapátnője, Jeanne de Belcier (Jeanne des Anges) azzal vádolta meg, hogy az Asmodeus démon megszállta, sőt más is, és rajta keresztül követ el parázna és gonosz cselekedeteket.

## Az ördöggel kötött szerződés

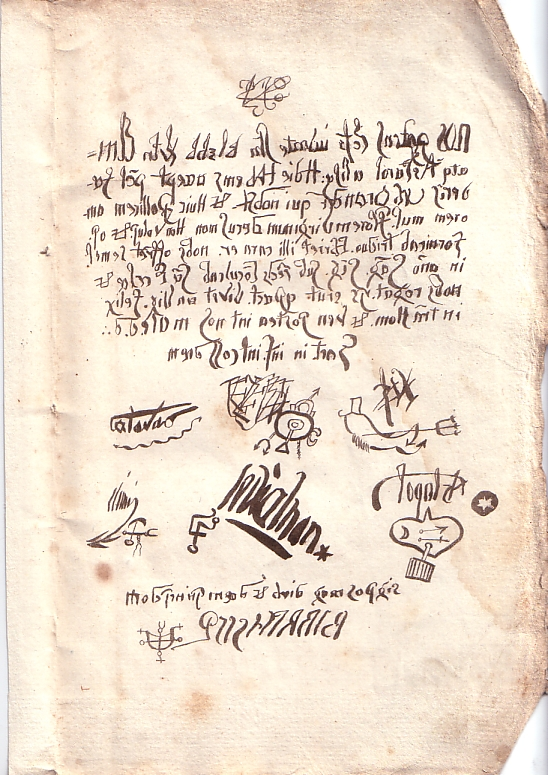
A szöveg

Egy latin, rövidítéseket alkalmazó dokumentum fűződik a nevéhez, melyben elvileg a sátánnak megígéri, hogy az általa szabott feltételeket megtartja.

## Fordítás
- Ez a szócikk részben vagy egészben a Urbain Grandier című angol Wikipédia-szócikk fordításán alapul.  Az eredeti cikk szerkesztőit annak laptörténete sorolja fel. Ez a jelzés csupán a megfogalmazás eredetét és a szerzői jogokat jelzi, nem szolgál a cikkben szereplő információk forrásmegjelöléseként.